# Robert Jones
Pour les articles homonymes, voir Robert Jones (homonymie) et Jones.
 Robert Nicholas Jones est né le 10 octobre 1965 à Glanamman (pays de Galles). C’est un ancien joueur de rugby à XV qui a joué avec l'équipe du Pays de Galles, évoluant au poste de demi de mêlée (1,73 m pour 73 kg). Il a participé à trois coupes du monde de rugby.

## Carrière

### En club
- jusqu'en 1997 : Swansea RFC
- 1997-1999 : Bristol Shoguns
- 1999-2002 : Swansea RFC

### En équipe nationale
Il a disputé son premier test match le 18 janvier 1986, contre l'équipe d'Angleterre, et son dernier test match fut contre l'équipe d'Irlande, le 4 juin, 1995.
Jones a disputé cinq matchs de la coupe du monde 1987, trois matchs de la coupe du monde 1991 et deux matchs de la coupe du monde 1995.
Il a disputé quatre matchs avec les Lions britanniques, en 1989.

## Palmarès
- 3e de la coupe du monde 1987.
- 54 sélections
- Sélections par année : 7 en 1986, 10 en 1987, 7 en 1988, 4 en 1989, 4 en 1990, 6 en 1991, 5 en 1992, 3 en 1993, 2 en 1994, 6 en 1995
- Tournois des Cinq Nations disputés : 1986, 1987, 1988, 1989, 1990, 1991, 1992, 1993, 1994, 1995

Avec Swansee
- Championnat du pays de Galles :
  - Champion (2) : 1992 et 1994
- Coupe du pays de Galles :
  - Vainqueur (1) : 1995
  - Finaliste (3) : 1987, 1992 et 1997